# Новодвинск
Новодвинск (рус. Новодвинск) град је у Русији у Архангелској области.

## Становништво
| 1939.  | 1959.  | 1970.  | 1979.  | 1989.  | 2002.  | 2010.  |
| ------ | ------ | ------ | ------ | ------ | ------ | ------ |
| 14.906 | 16.341 | 34.192 | 47.764 | 50.183 | 43.383 | 40.615 |